# Alfa-1-antitripsina
L'alfa-1-antitripsina o α1-antitripsina (Un1A) és un inhibidor de la proteasa pertanyent a la superfamíla de les serpines. També és un sèrum inhibidor de la tripsina. També se l'anomena inhibidor de la proteasa alfa-1 (A1PI, de l'anglès) perquè inhibeix un gran ventall de proteases. A més a més, protegeix certs teixits dels enzims de les cèl·lules inflamatòries, especialment de l'elastasa dels neutròfils, que té uns valors de referència en sang d'1.5 - 3.5 litre/de gram, però que en cas d'inflamació aguda pot augmentar considerablement.
En cas d'absència (com en pacients amb deficiència d'alfa-1-antitripsina), l'elastasa dels neutròfils pot degradar l'elastina, cosa que contribueix a la pèrdua d'elasticitat dels pulmons, resultant en complicacions respiratòries com emfisema, o COPD (malaltia pulmonar obstructiva crònica) en adults i cirrosi en adults o nens.

## Funció
L'alfa-1-antitripsina és una serpina de 52 kDa. i, en el camp de la medicina, la serpina més prominent; els termes α1-antitripsina i inhibidor de proteasa (Pi, de l'anglès) s'usen molt normalment com a sinònims.
La majoria de les serpines inhibeixen els enzims creant un enllaç covalent, cosa que requereix molta concentració o molta energia. En un quadre d'inflamació aguda es necessita molta concentració de l'inhibidor per evitar danys causats per la elastasa alliberada pers granulòcits dels neutròfils, que degrada la elastina que manté unit el teixit conjuntiu.
Com la majoria de proteases seríniques, té una estructura secundària amb unes hèlix alfa i làmines beta característiques. Si hi ha una mutació en aquestes àrees pot desencadenar producció d'inhibidors no funcionals que s'acumulin al fetge i polimeritzin, causant cirrosi infantil.

## Ús terapèutic
L'alfa-1-antitripsina recombinant encara no està comercialment disponible, però es troba sota investigació com a teràpia per la deficiència d'alfa-1-antitripsina.
Es preparen concentrats terapèutics del plasma de sang de donants. La FDA dels EUA ha aprovat l'ús de quatre productes derivats del plasma amb alts continguts d'alfa-1-antitrypsin: Prolastin, Zemaira, Glassia, i Aralast. Les teràpies per subministrament intravenós poden costar fins a 100.000 dòlars americans per any per pacient. La dosi terapèutica intravenosa és de 60 mg/kg una vegada a la setmana.